# Tomáš Mezera

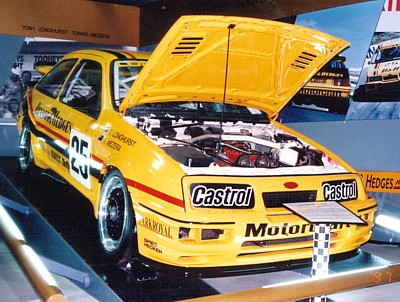
Ford Sierra RS500 se kterým Mezera vyhrál v roce 1988 Bathurst 1000

Tomáš Mezera (* 5. listopadu 1958) je československý emigrant, dnes naturalizovaný Australan. Mezera vyhrál v roce 1988 závod Bathurst 1000 a mnoho let byl součástí týmu Holden Racing Team nejdříve jako jezdec, později jako manažer. Mezeru lze na základě úspěchů, kterých dosáhl, považovat za jednoho z vůbec nejlepších závodníků z Československa/České republiky.

## Kariéra
Mezera začal svou kariéru závodníka dost netradičně - začínal jako sjezdový lyžař, to ještě v Československu. Poté emigroval do Austrálie jako lyžařský instruktor. Kariéru automobilového závodníka ukončil v roce 2004, nicméně v motorsportu zůstává i nadále - je poradcem v několika šampionátech v Austrálii.
| Sezona | Série                                           | Umístění  | Vůz                                  | Tým                                                          |
| ------ | ----------------------------------------------- | --------- | ------------------------------------ | ------------------------------------------------------------ |
| 1982   | TAA Formula Ford Driver to Europe Series        | 19. místo | Carlboro - Ford                      | Tomas Mezera Motorsport                                      |
| 1984   | Formula Ford Driver to Europe Series            | 5. místo  | Reynard FF84 - Ford                  | Dalcar Racing - David Haydon Motorsport                      |
| 1985   | Motorcraft Formula Ford Driver to Europe Series | 1. místo  | Reynard FF83 - Ford Elwyn 003 - Ford | Dalcar Racing - David Haydon Motorsport                      |
| 1987   | British Formula Ford Championship               | 2. místo  | Van Diemen RF97 Ford                 | Van Diemen                                                   |
| 1988   | British Formula 3 Championship                  | 12. místo | Reynard 873 - Volkswagen             | Peter Lea Racing                                             |
| 1988   | Asia Pacific Touring Car Championship           | 7. místo  | Ford Sierra RS500                    | Benson & Hedges Racing                                       |
| 1989   | British Touring Car Championship                | 42. místo | Ford Sierra RS500                    | Team Labatt's                                                |
| 1990   | Australian Endurance Championship               | 2nd       | Holden VL Commodore SS Group A SV    | Perkins Engineering                                          |
| 1990   | All Japan Sports Prototype Championship         | 18. místo | Porsche 962C                         | Omron Racing Team                                            |
| 1992   | Australian Touring Car Championship             | 16. místo | Holden VN Commodore SS Group A       | Holden Racing Team                                           |
| 1993   | Australian Touring Car Championship             | 7. místo  | Holden VP Commodore                  | Holden Racing Team                                           |
| 1994   | Australian Touring Car Championship             | 9. místo  | Holden VP Commodore                  | Holden Racing Team                                           |
| 1995   | Australian Touring Car Championship             | 5. místo  | Holden VR Commodore                  | Holden Racing Team                                           |
| 1998   | Australian Touring Car Championship             | 21. místo | Holden VS Commodore                  | Challenge Motorsport Gibson Motorsport                       |
| 1998   | ATCC Privateers Cup                             | 2. místo  | Holden VS Commodore                  | Challenge Motorsport                                         |
| 1999   | Shell Championship Series                       | 45. místo | Holden VT Commodore                  | Tomas Mezera Motorsport                                      |
| 2000   | Shell Championship Series                       | 55. místo | Holden VT Commodore                  | Tomas Mezera Motorsport                                      |
| 2001   | Shell Championship Series                       | 28. místo | Holden VX Commodore                  | Tomas Mezera Motorsport Imrie Motor Sport Holden Racing Team |
| 2002   | V8 Supercar Championship Series                 | 34. místo | Holden VX Commodore                  | Imrie Motor Sport Holden Racing Team                         |
| 2003   | V8 Supercar Championship Series                 | 51. místo | Holden VX Commodore                  | Perkins Engineering                                          |
| 2004   | V8 Supercar Championship Series                 | 37. místo | Holden VY Commodore                  | Paul Little Racing                                           |

## Výsledky

### Asijsko-Pacifické mistrovství cestovních vozů
| Rok  | Team                   | Vůz               | 1     | 2   | 3   | 4   | Pořadí   | Body |
| ---- | ---------------------- | ----------------- | ----- | --- | --- | --- | -------- | ---- |
| 1988 | Benson & Hedges Racing | Ford Sierra RS500 | BAT 1 | WEL | PUK | FJI | 7. místo | 20   |

### Britské mistrovství cestovních vozů
| Rok  | Team               | Vůz               | Třída | 1   | 2       | 3       | 4   | 5   | 6       | 7   | 8   | 9   | 10    | 11  | 12      | 13    | Pořadí    | Body | Pořadí ve třídě |
| ---- | ------------------ | ----------------- | ----- | --- | ------- | ------- | --- | --- | ------- | --- | --- | --- | ----- | --- | ------- | ----- | --------- | ---- | --------------- |
| 1989 | Trident Motorsport | Maserati Biturbo  | A     | OUL | SIL     | THR Ret | DON | THR | SIL DNS | SIL | BRH | SNE |       |     |         |       | 42. místo | 4    | 16. místo       |
| 1989 | Labatt's Team      | Ford Sierra RS500 | A     |     |         |         |     |     |         |     |     |     | BRH 3 | BIR |         |       | 42. místo | 4    | 16. místo       |
| 1989 | JQF Engineering    | Ford Sierra RS500 | A     |     |         |         |     |     |         |     |     |     |       |     | DON Ret | SIL 4 | 42. místo | 4    | 16. místo       |
| 1990 | Labatt's Team      | Ford Sierra RS500 | A     | OUL | DON 3 ‡ | THR     | SIL | OUL | SIL     | BRH | SNE | BRH | BIR   | DON | THR     | SIL   | N/A       | 0†   | N/A             |

### Bathurst 1000
| Rok  | Team                    | Spolujezdci       | Vůz                               | Třída | Ujetá kola | Celkové umístění | Umístění ve třídě |
| ---- | ----------------------- | ----------------- | --------------------------------- | ----- | ---------- | ---------------- | ----------------- |
| 1985 | Peter Williamson Toyota | Peter Williamson  | Toyota Celica Supra               | B     | 32         | DNF              | DNF               |
| 1988 | Tony Longhurst Racing   | Tony Longhurst    | Ford Sierra RS500                 | A     | 161        | 1. místo         | 1. místo          |
| 1989 | Perkins Engineering     | Larry Perkins     | Holden VL Commodore SS Group A SV | A     | 158        | 6. místo         | 6. místo          |
| 1990 | Perkins Engineering     | Larry Perkins     | Holden VL Commodore SS Group A SV | A     | 161        | 3. místo         | 3. místo          |
| 1991 | Perkins Engineering     | Larry Perkins     | Holden VN Commodore SS Group A SV | 1     | 65         | DNF              | DNF               |
| 1992 | Holden Racing Team      | Brad Jones        | Holden VP Commodore               | C     | 131        | 15. místo        | 2. místo          |
| 1993 | Holden Racing Team      | Win Percy         | Holden VP Commodore               | A     | 107        | DNF              | DNF               |
| 1994 | Holden Racing Team      | Peter Brock       | Holden VP Commodore               | A     | 138        | DNF              | DNF               |
| 1995 | Holden Racing Team      | Peter Brock       | Holden VR Commodore               |       | 32         | DNF              | DNF               |
| 1996 | Holden Racing Team      | Peter Brock       | Holden VR Commodore               |       | 160        | 5. místo         | 5. místo          |
| 1997 | Daily Planet Racing     | John Trimbole     | Holden VS Commodore               | L1    | 25         | DNF              | DNF               |
| 1998 | Tomas Mezera Motorsport | Alain Menu        | Holden VT Commodore               | OC    | 0          | DNF              | DNF               |
| 1999 | Tomas Mezera Motorsport | Tony Ricciardello | Holden VT Commodore               |       | 41         | DNF              | DNF               |
| 2000 | Brad Jones Racing       | Brad Jones        | Ford AU Falcon                    |       | 159        | DNF              | DNF               |
| 2001 | Holden Racing Team      | Jason Bright      | Holden VX Commodore               |       | 126        | DNF              | DNF               |
| 2002 | Holden Racing Team      | Jason Bright      | Holden VX Commodore               |       | 161        | 3. místo         | 3. místo          |
| 2003 | Perkins Engineering     | Paul Dumbrell     | Holden VX Commodore               |       | 155        | 14. místo        | 14. místo         |
| 2004 | Paul Little Racing      | Anthony Tratt     | Holden VY Commodore               |       | 157        | 18. místo        | 18. místo         |

### 24 Hodin Le Mans
| Rok  | Team                       | Spolujezdci                | Vůz          | Třída | Ujetá kola | Pos.      | Třída Pos. |
| ---- | -------------------------- | -------------------------- | ------------ | ----- | ---------- | --------- | ---------- |
| 1990 | Team Schuppan Omron Racing | Eje Elgh Thomas Danielsson | Porsche 962C | C1    | 326        | 15. místo | 15. místo  |